# عيسى جرابا
عيسى جرابا (ولد 1389 هـ / 1969 م) شاعر سعودي، أحيا العديد من الأمسيَّات داخل السعودية وخارجها، وصدر له عدد من الدواوين الشعرية منها (ويورق الخريف). حصل على جائزة شاعر عُكاظ في موسم عُكاظ السابع عام 2013، وهو عضو رابطة الأدب الإسلامي العالمية.

## سيرته
وُلد عيسى بن علي بن محمد جَرابا عام 1389هـ/ 1969م، في قرية الخضراء الشمالية التابعة لمحافظة ضمد من منطقة جازان جنوبي المملكة العربية السعودية.
تلقَّى تعليمه الابتدائي في المدرسة الابتدائية في الخضراء الشمالية، ثم التحقَ بالمعهد العلمي في ضمد، ثم بكلية اللغة العربية بجامعة الإمام محمد بن سعود الإسلامية بالرياض، وحصل منها على شهادة (بكالوريوس). 
يعمل مدرِّسًا في معهد صبياء العلمي، بدأت كتاباته الشعرية في الظهور عام 1409هـ، وقد نشر شعره في صحيفة المسائية عامي 1413 و1414هـ، ولا يزال ينشر أشعاره في العديد من الصُّحف والمجلات الأدبية.

## نشاطاته
شارك جرابا في العديد من الأمسيَّات الشعرية داخل السعودية وخارجها، من أبرزها:
- مهرجان الشارقة للشعر العربي، في دورته الثانية عشرة 2014.[7]
- سوق عُكاظ عام 2007.[8]
- مهرجان الجنادرية السابع عشر والتاسع عشر.[9]
- أصبوحة شعرية بمناسبة ذكرى اليوم الوطني الـ 83 للمملكة في جامعة جازان 2013.[10]
- الأمسيَّة الأولى في الأيام الثقافية السعودية في اليمن، بمشاركة عدد من الشعراء السعوديين عام 2009.[11]
- أمسيَّة شعرية للاحتفاء بذكرى البيعة مع نخبة من شعراء الفصحى والعامية، أقامتها الجمعية السعودية للثقافة والفنون في الرياض، تحت شعار «ولاء يتجدَّد لسلمان ومحمد».[12]

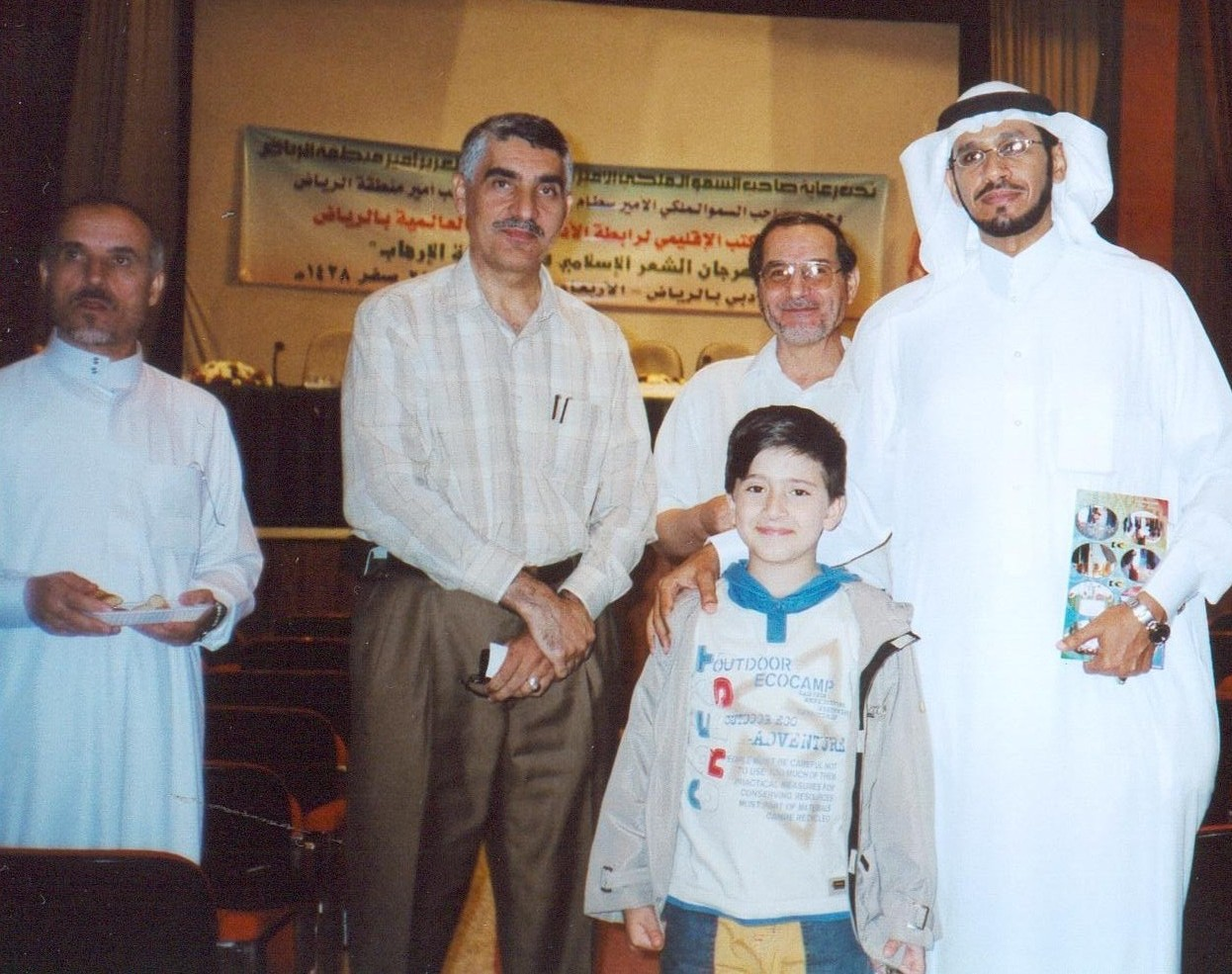
من اليمين: عيسى جرابا، أحمد الخاني، عمر خلوف، سليم عبد القادر زنجير، وفي الأمام الطفل أحمد ذو الغنى

## دواوينه
1. (لا تقولي وداعًا) صدر عام 1420هـ/ 1999م.[13]
2. (وطني والفجر الباسم) صدر عام 1422هـ/ 2002م.[14]
3. (ويورق الخريف) صدر عام 1425هـ/ 2004م.[15]
4. (على أغصان تويتر: تغريدات شعرية) صدر عام 1437هـ/ 2016.[16]

## جوائزه
- جائزة الأمير محمد بن ناصر بن عبد العزيز للتفوُّق، فرع المواهب الإبداعية بديوانه الشعري (ويورق الخريف) في دورتها الثالثة عام 2005.[17]
- جائزة شاعر عُكاظ في موسم عُكاظ السابع عام 2013.[18]
- جائزة النادي الأدبي بالرياض باسم «شاعر الوطن» في مناسبة اليوم الوطني.
- جائزة الشاعر عبد الله باشراحيل للإبداع الثقافي عام 2007.[19]